# 伊斯特利站

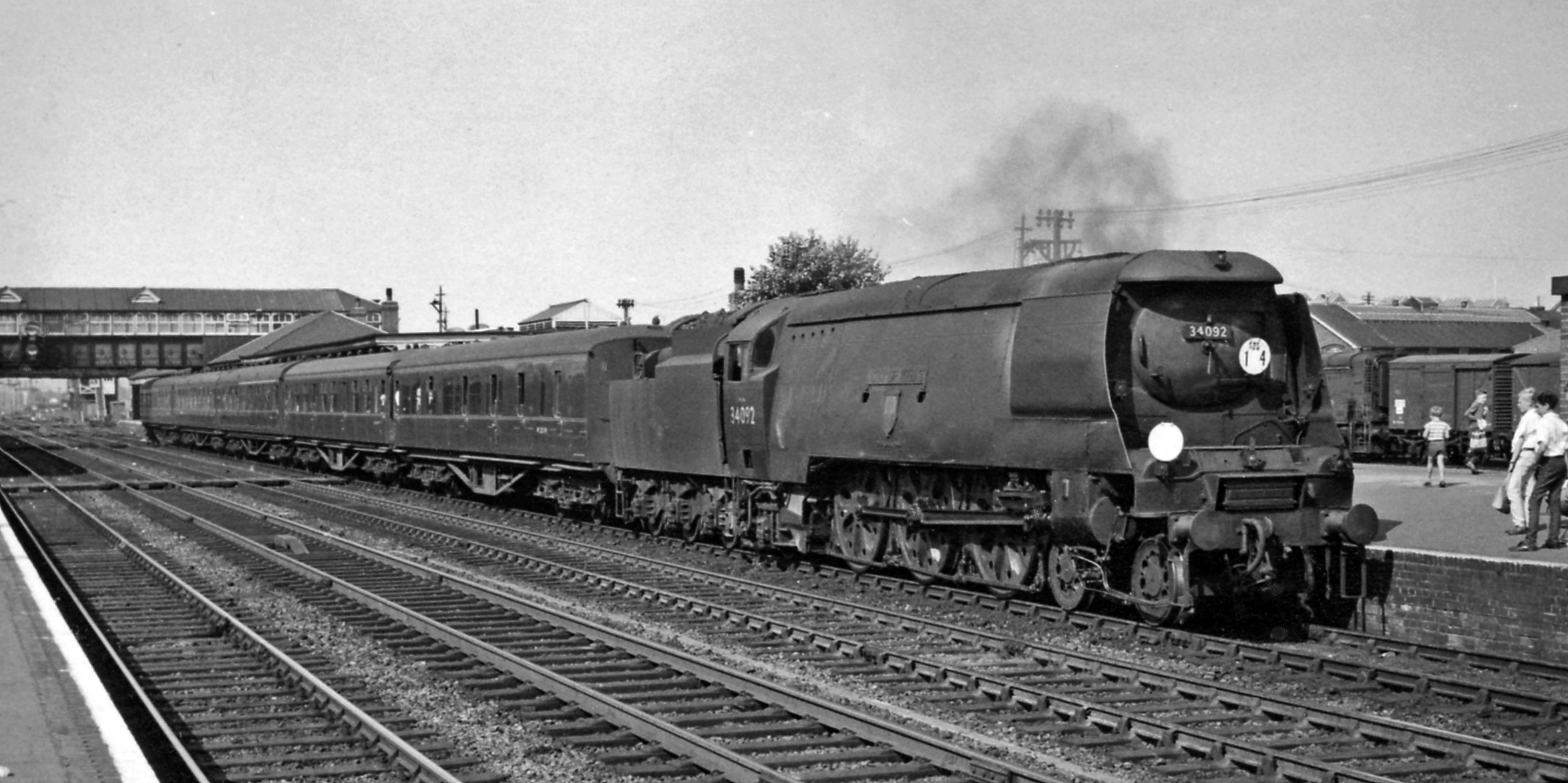
本站开往Salisbury经过Southampton的特快列车，1964

伊斯特利车站（英語：Eastleigh railway station）位于英格兰汉普郡伊斯特利镇，南安普顿正北方。它位于西南干线上，也是伊斯特利-法爾漢姆线和伊斯特利-羅姆西线两条线路的交汇站。它距离伦敦滑铁卢站73英里35链（118.2公里）。车站的南面是伊斯特利火車工廠和伊斯特利倉庫。

## 历史
该车站由伦敦西南铁路公司建造，1839年开通时被称为Bishopstoke。因通往Fareham和Gosport的支线于1841年开通，该站在1852年改名为Bishopstoke Junction，1889年改名为Eastleigh和Bishopstoke，1923年改名为Eastleigh站。
该站一直是一个繁忙而重要的交叉口。1847年，该站开通了经Romsey到Salisbury的支线。1891年又加建了一个大型车厢修理厂（后来成为Eastleigh Works）。1967年，滑铁卢至伯恩茅斯的西南干线主线实现了电气化。罗姆西线在两年后的1969年5月关闭了客运。朴茨茅斯线一直到1990年才开始使用柴油机，但后来又加入了电气化网络。2003年，该站到罗姆西的客运服务重新启动--这条线路仍然是该地区目前唯一一条非电气化的线路。
2015年，该站的前广场进行了大改，耗资50万英镑。

### 事故
2020年1月28日，一列货运列车在车站外低速行驶时出轨，对铁轨造成了严重的结构性损坏，使整个南安普顿中央车站和贝辛斯托克站之间的西南部干线中断了几天。延误将至少持续到2020年2月29日。

### 火车文化
由于拥有Eastleigh火车工坊、存车线和频繁的往来车次，本站成为火车迷们重要的观景地点。本站月台宽敞，在月台尽头有指示牌说明：火车迷们你们好，请注意不要越出安全区域，谢谢。

## 列车
该站及其服务由西南铁运营。有运营三条不同的线路，一条是自伦敦滑铁卢停本站然后向东南方向行进经Hedge End到朴茨茅斯港，一条是自伦敦滑铁卢走西南干线经南安普顿、Bournemouth到Poole。第三条线路是索尔兹伯里至罗姆西的短途站站停线路。
南铁在周一至周六每天早上开行两班前往布赖顿的早晚峰车次。
大西铁周一至周五开行一列开往布里斯托的列车，晚上开行一列开往朴茨茅斯的列车，周六布里斯托的列车以韦斯特伯里为终点站。
一般的周日服务与此类似，但每小时仅有一列前往滑铁卢的列车：普尔和朴茨茅斯港的服务在Eastleigh汇合/脱钩，往返伦敦滑铁卢区间两车挂钩合一，直到下午4点分开。另一班是朴次茅斯到滑铁卢的。

## 图集

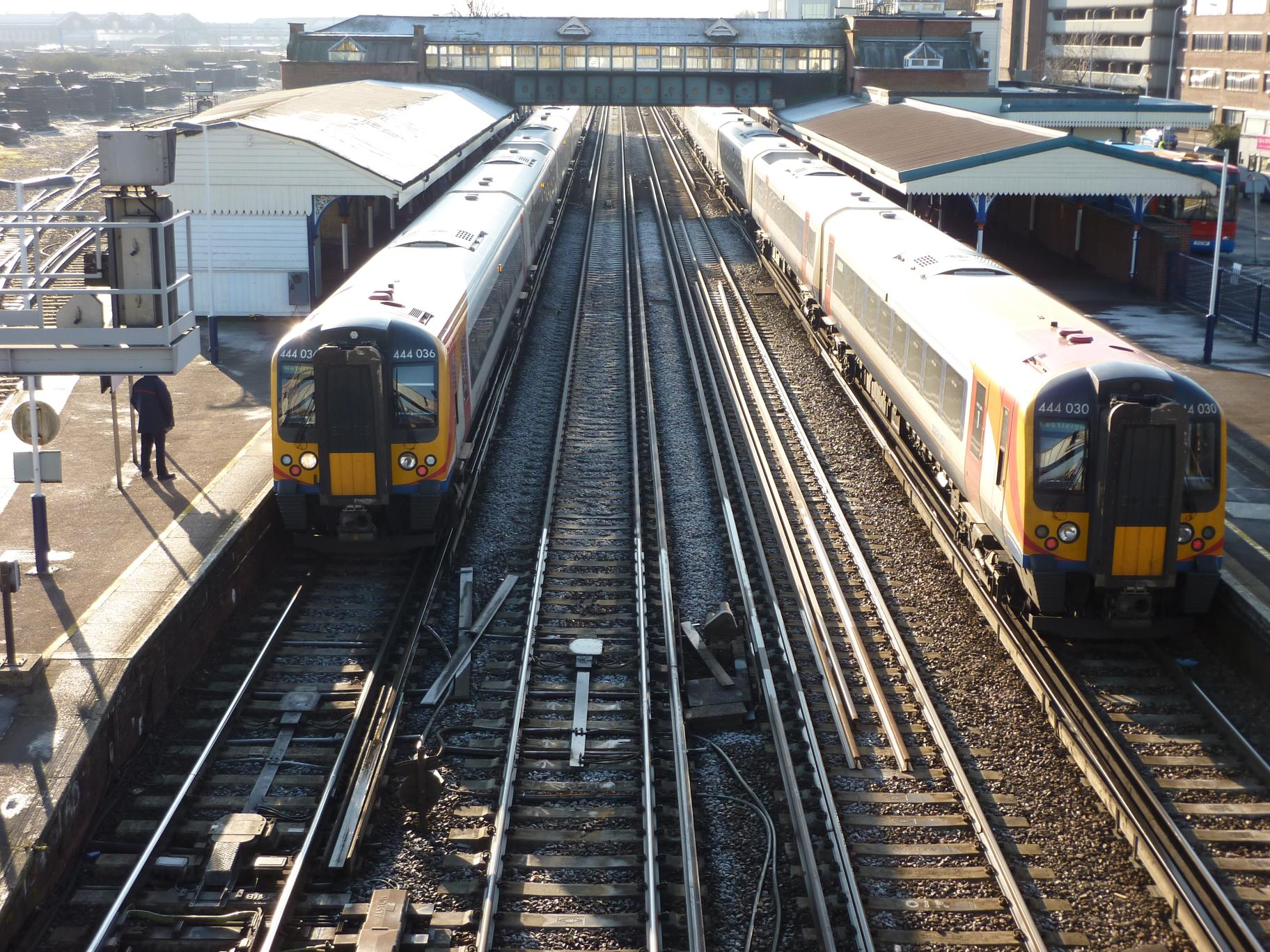
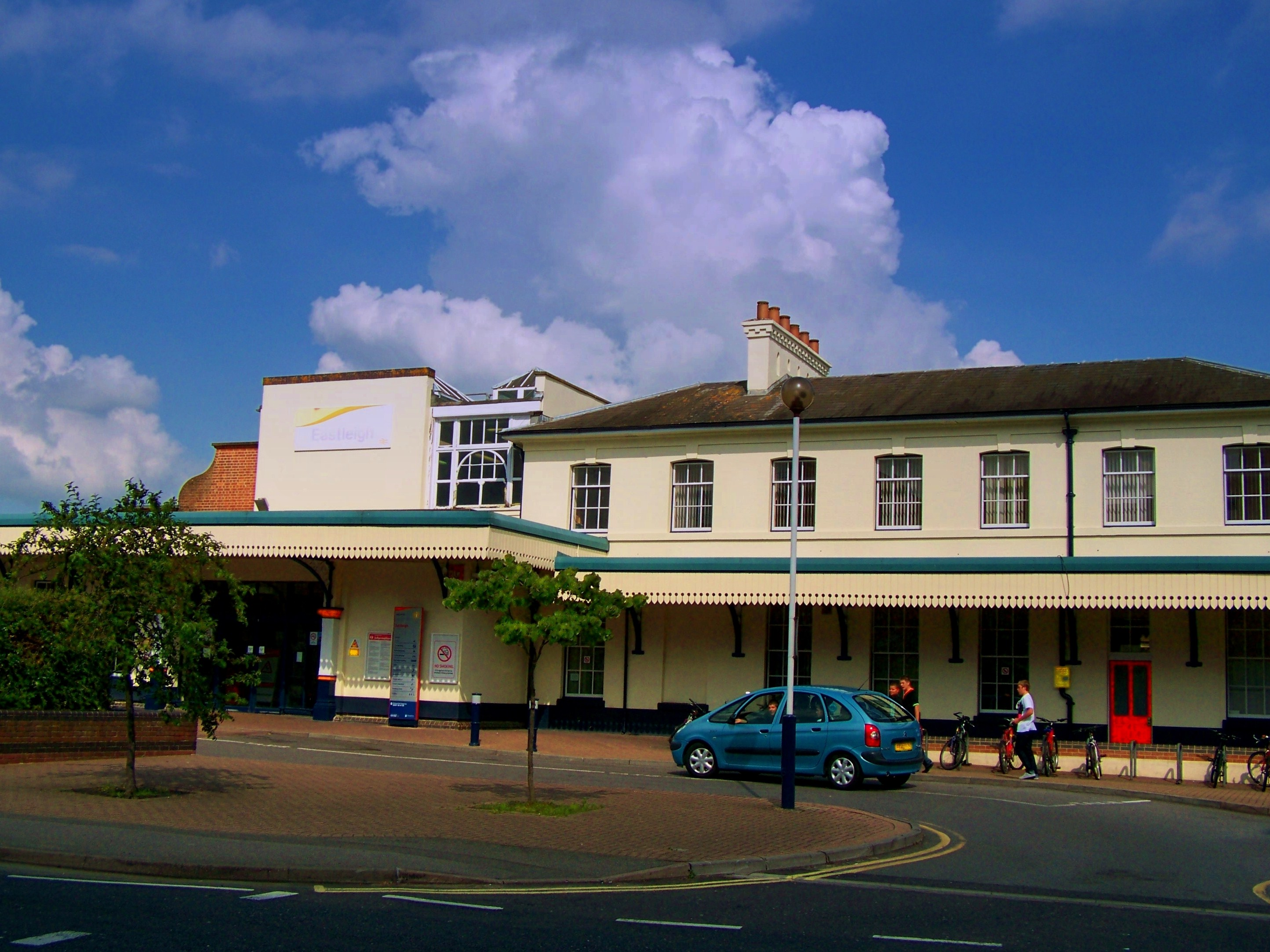